# Respiration
« Respirer » redirige ici.  Pour la série américaine, voir Respirer (série télévisée). Pour la série espagnole, voir Respira.

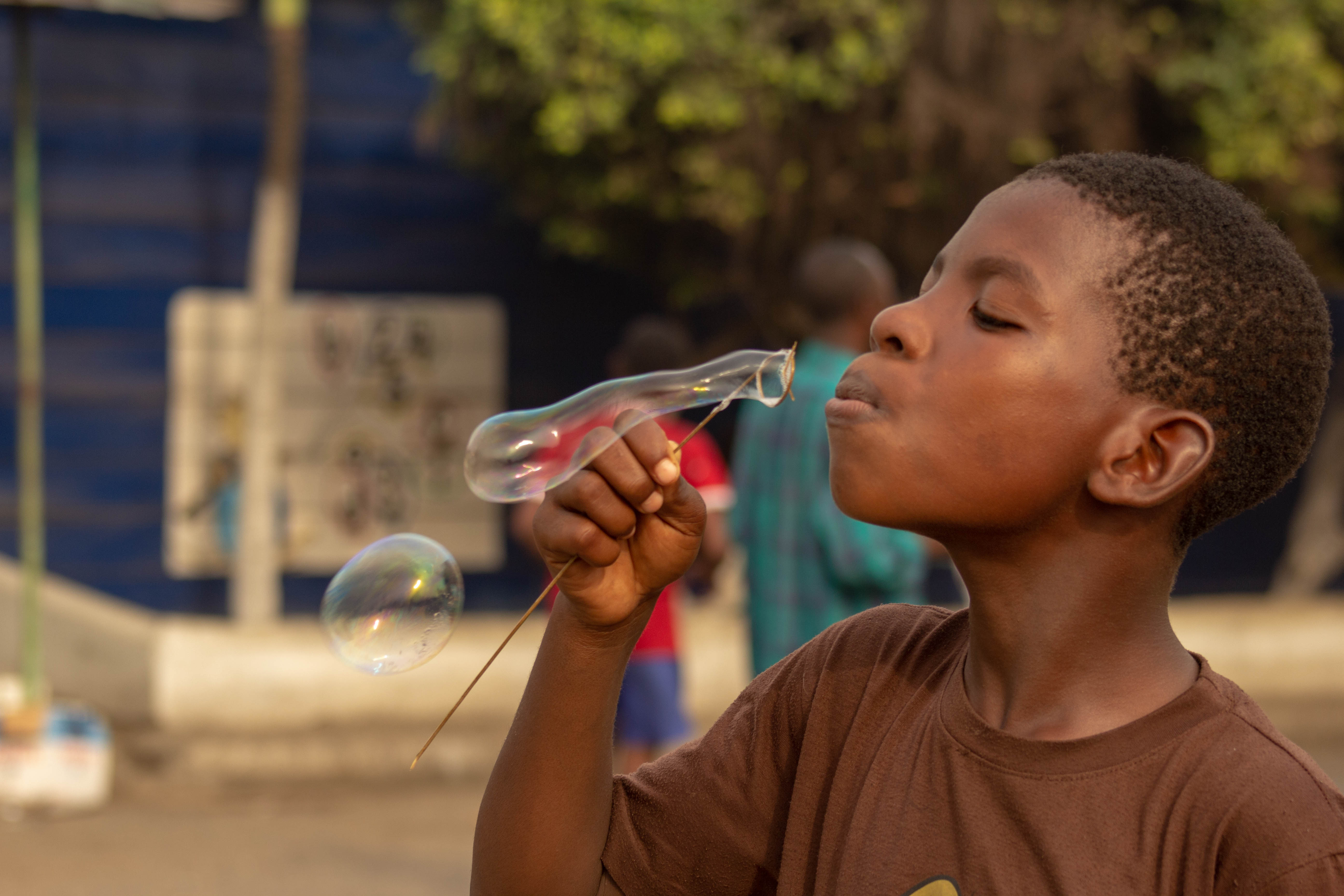
Le souffle constitue chez les humains la phase externe d'évacuation des gaz issus du processus respiratoire.

La respiration est une fonction biologique qui permet aux êtres vivants d'utiliser leurs réserves énergétiques grâce à des échanges gazeux avec le milieu extérieur. De très nombreux organismes respirent : bactéries, végétaux, champignons, animaux, etc. La respiration fait à la fois référence :
- au processus biochimique qui se déroule à l'intérieur de la cellule, la respiration cellulaire ;
- au transfert des gaz de l'extérieur de l'organisme vers la cellule ou inversement.

Autant la respiration est une fonction qui accompagne la vie depuis ses origines, autant elle ne s'est pas exprimée dans les mêmes conditions au cours de l'histoire de la Terre, connaissant ou induisant parfois de profonds bouleversements. Elle contribue de manière déterminante aux principaux cycles biogéochimiques.
En physiologie humaine et en médecine, la respiration concerne directement ou transversalement l'ensemble des disciplines, au premier rang desquelles la pneumologie.
Historiquement, la respiration, un mot construit sur la racine latine spīro, se confond avec le souffle, en latin spīrĭtŭs, siège de l'énergie vitale, qui a également donné le mot « esprit ». De manière similaire, les traditions orientales accordent à la respiration une vertu centrale d'équilibre énergétique et d'harmonie, développant au travers du yoga ou d'autres disciplines des techniques de maîtrise de la respiration et ouvrant la voie à des formes modernes d'exercices respiratoires.

## Physiologie générale de la respiration
La respiration est un processus qui se déroule fondamentalement au niveau cellulaire. Les organes et les mécanismes respiratoires qui permettent de capter et de transporter les gaz vers ou depuis les cellules sont des adaptations à la complexification des organismes destinées à maintenir une continuité de communication avec le milieu extérieur,.
Ainsi, la ventilation pulmonaire, qui apparaît chez les humains comme l'expression immédiatement visible de la respiration, ne constitue que la phase la plus externe du phénomène.
Le processus biochimique consiste en une succession de réactions qui aboutissent à synthétiser de l'adénosine triphosphate (ATP) en général grâce à la dégradation complète du glucose. La respiration aérobie avec absorption de dioxygène (O2) et rejet de dioxyde de carbone (CO2) est le modèle actuellement le plus répandu dans la biosphère mais il existe aussi des respirations anaérobies.
L'échange gazeux est assuré par divers mécanismes. Il se traduit chez les animaux pulmonés par une alternance d'inspirations et d'expirations : la ventilation pulmonaire, puis par un transport des gaz dans le sang. Il peut aussi s'effectuer grâce à des branchies (comme chez les poissons), des trachées (comme chez les insectes), des stomates ou des lenticelles (chez les plantes terrestres), par la peau ou directement au travers des membranes cellulaires. Les gaz peuvent se trouver à l'état libre ou dissous dans l'eau.

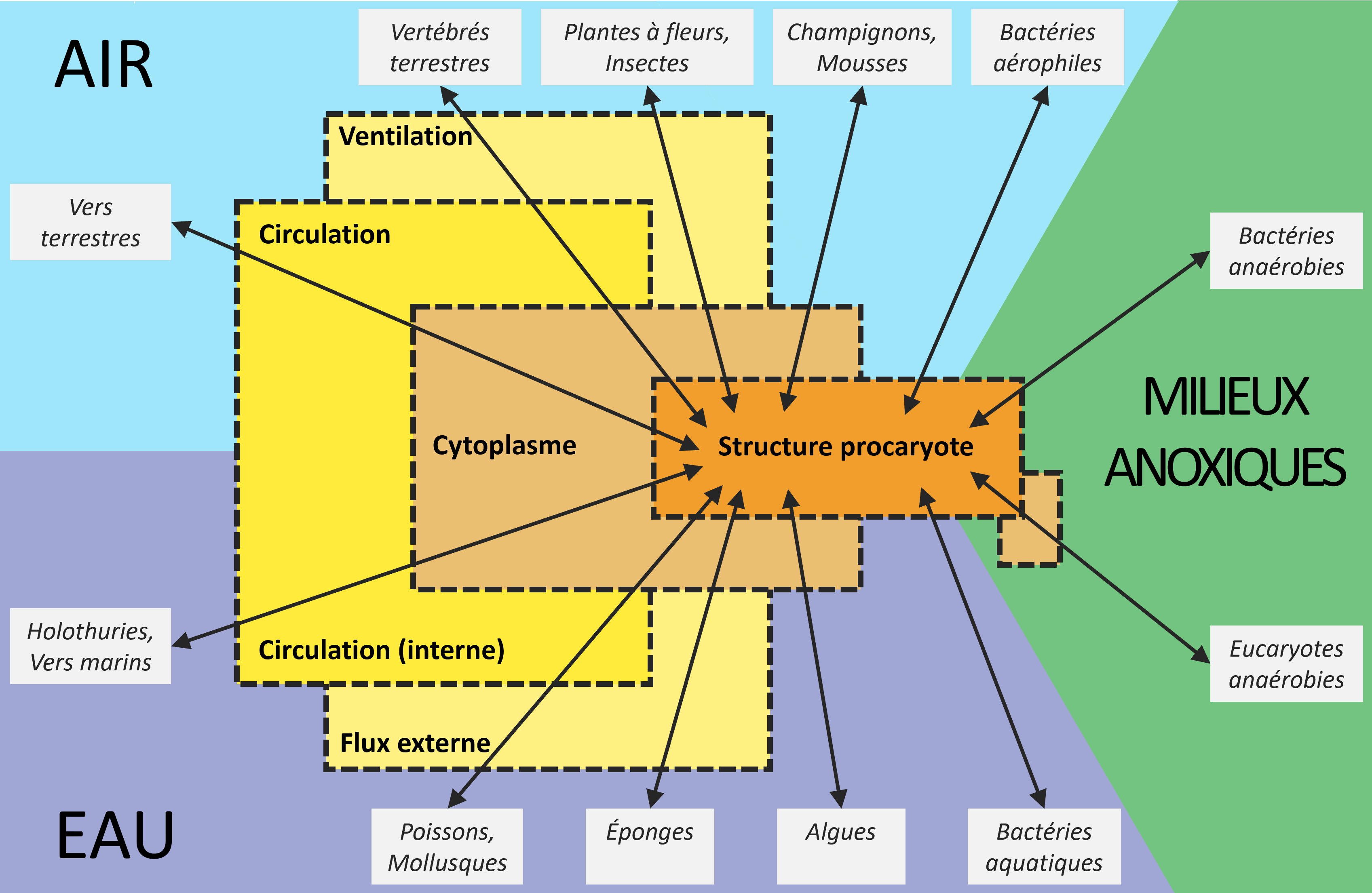
La respiration est une voie métabolique héritée des procaryotes ; les organismes complexes ont mis en place des stratégies d'accès diversifiées pouvant impliquer un mécanisme ventilatoire ou un mécanisme circulatoire ou les deux successivement.

## Respiration cellulaire
Les cellules sont le siège de la chaîne de réactions qui permet de produire l'énergie dont l'organisme a besoin. Plus précisément, la respiration est l'une des voies métaboliques qui assure la régénération de l'ATP, de petites molécules non stockables dont le potentiel chimique est capable d'alimenter instantanément en énergie la plupart des réactions biologiques.
La respiration s'apparente chimiquement à une combustion des nutriments, jouant le rôle de donneurs d'électrons (réducteur), en présence d'un accepteur d'électrons (oxydant).
En dehors de la respiration aérobie qui utilise l'oxygène moléculaire comme oxydant inorganique, il existe des respirations anaérobies qui utilisent une grande variété de substances comme accepteurs finaux d'électrons.
La fermentation constitue un autre type de voie métabolique avec un bilan positif de production d'ATP. Celle-ci ne se déroule pas au niveau des membranes mais directement dans le liquide cytoplasmique. La fermentation a un rendement énergétique moindre que la respiration.

### Respirations anaérobies
Les respirations anaérobies manifestent la diversité des solutions mises en œuvre par les organismes vivants pour mobiliser leurs réserves énergétiques. Loin d'être marginales, elles ont été longtemps majoritaires au début de l'histoire de la vie sur Terre et elles demeurent indispensables de nos jours dans de nombreux cycles biogéochimiques.
Un grand nombre de bactéries et d'archées fonctionnent sur un mode respiratoire anaérobie. Ce mode de respiration peut être facultatif, aérotolérant ou strict. Quelques organismes eucaryotes, parmi les ciliés et quelques autres groupes, respirent également sur un mode anaérobie.
Dans un sens général, on assimile à la respiration tout type de processus qui permet à un organisme vivant de libérer de l'énergie utile à son fonctionnement en catabolisant ses réserves organiques avec l'aide d'un accepteur d'électrons pris dans le milieu extérieur et en recourant à une chaîne de transport d'électrons. Cela peut ainsi inclure certains processus sans absorption ou sans rejet de gaz comme chez les bactéries réductrices du fer ou de l'uranium.

### Respiration aérobie
De nombreux procaryotes (bactéries et archées) sont aérobies. Parmi les eucaryotes, la respiration aérobie concerne l'immense majorité des unicellulaires et la quasi-totalité des pluricellulaires.
Grâce à la dégradation complète d'une substance organique et grâce au pouvoir oxydant du dioxygène qui joue le rôle d'accepteur final d'électrons, la respiration réalise la régénération de l'adénosine triphosphate, l'ATP, une molécule qui fournit l'énergie nécessaire au métabolisme, au mouvement, à la division cellulaire ou encore au transport des molécules à travers les membranes biologiques.
Le plus souvent, c'est la dégradation du glucose qui alimente la fonction respiratoire. D'autres mécanismes comme la dégradation des acides gras par la β-oxydation peuvent également initier le processus.
La respiration cellulaire comporte quatre phases :
1. la glycolyse ;
2. la décarboxylation du pyruvate ;
3. le cycle de Krebs ;
4. la phosphorylation oxydative.

Chez les procaryotes, en général dépourvus d'organites, les trois premières étapes se déroulent dans le cytoplasme de la bactérie ou de l'archée, et la phosphorylation oxydative au niveau de la membrane plasmique.

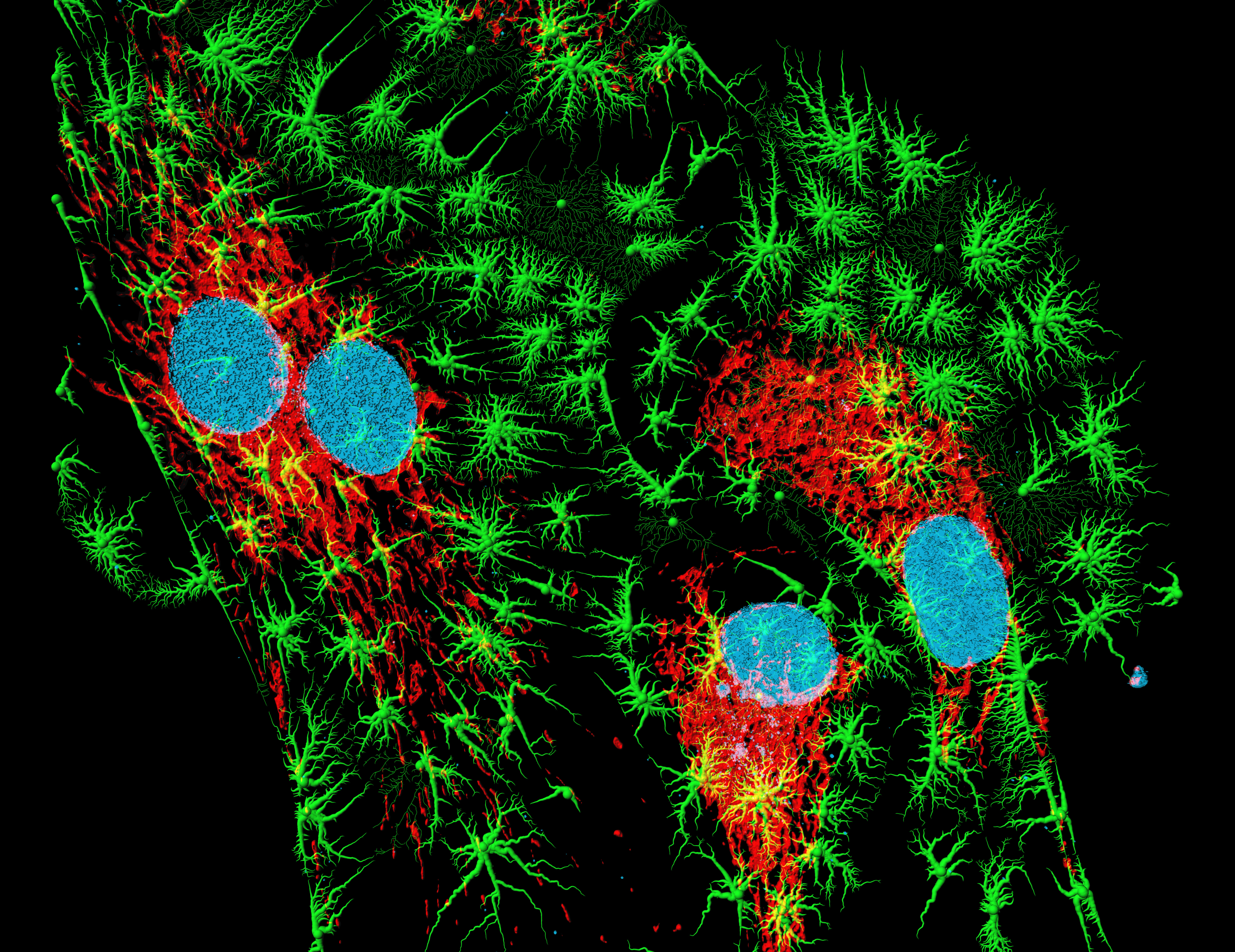
Les mitochondries, siège principal de la production d'ATP chez les eucaryotes, apparaissent en rouge sur cette image de restitution (cellules de paroi artérielle de bovin scannées au laser).

Schéma de la structure interne d'une mitochondrie.

Chez les eucaryotes, la glycolyse se déroule dans la composante liquide du cytoplasme, les deux étapes suivantes dans la matrice des mitochondries et la dernière phase au niveau des crêtes (ou « cristae ») de leur membrane interne.
Au cours de la glycolyse, la chaine à six atomes de carbone du glucose est cassée en deux sous-unités à trois atomes de carbone, qui sont converties en deux anions de pyruvate.
Les deux pyruvates sont alors transportés par une navette dans la matrice d'une mitochondrie où ils subissent une décarboxylation, la perte chacun d'une molécule de dioxyde de carbone. Chaque groupement hydroxyéthyle restant est finalement transformé en groupe acétyle qui, associé à la coenzyme A, donne une acétyl-coenzyme A.
Le cycle de Krebs achève ensuite complètement la dégradation carbonée en libérant deux molécules de dioxyde de carbone par acétyl-coenzyme A, soit quatre par molécule du glucose originel.
Ces différentes réactions, comme toutes les réactions biologiques, sont assistées par des enzymes et décomposées par étapes progressives, ce qui évite notamment une libération brutale d'énergie qui endommagerait gravement les cellules et qui permet de régénérer certaines molécules spécialisées dans le transfert d'énergie au lieu que celle-ci soit entièrement dissipée en chaleur. Ainsi, les trois premières étapes de la respiration cellulaire régénèrent la nicotinamide adénine dinucléotide et la coenzyme Q10 sous leurs formes à haut potentiel d'énergie, la NADH et l'ubiquinol (CoQ10H2).
Pour la dernière étape, la phosphorylation oxydative, la cellule dispose ainsi par unité de glucose dégradée de dix unités de NADH et deux de CoQ10H2. Ce n'est qu'au cours de cette phase qu'intervient le dioxygène qui oxyde indirectement la NADH en NAD+ (ou l'ubiquinol en ubiquinone) via une chaîne de transport d'électrons. Celle-ci est constituée d'enzymes insérées dans la membrane qui se passent les électrons de l'une à l'autre par sauts successifs jusqu'à être en bout de chaîne captés par le dioxygène. À chaque saut, l'énergie de restitution d'un électron alimente l'activité de pompage de l'enzyme qui expulse alors un proton (ion H+). L'accumulation de protons sur la face externe de la membrane crée un gradient de concentration électrochimique qui enclenche un circuit entre l'extérieur et l'intérieur de la membrane. Les protons refluent vers l'intérieur de la membrane via l'ATP synthase, une grosse enzyme capable, grâce à cette énergie de reflux, d'actionner un rotor moléculaire qui permet d'assembler une ADP et un hydrogénophosphate en une molécule d'ATP. La réduction du dioxygène aboutit de son côté à former en dernier ressort des molécules d'eau.
L'oxydation d'une molécule de NADH permet théoriquement de produire trois molécules d'ATP (deux avec l'ubiquinol). Cependant, la maintenance et les aléas du processus réduisent le rendement réel par NADH plutôt à 2,5 ATP utiles (1,5 pour l'ubiquinol).
| Etape                                                                    | Etape                                                                    | Localisation                                                             | Bilan net | Bilan net                                | Bilan net |
| ------------------------------------------------------------------------ | ------------------------------------------------------------------------ | ------------------------------------------------------------------------ | --- | ---------------------------------------- | --- |
| 1                                                                        | glycolyse                                                                | cytosol                                                                  | C6H12O6/D-glucose + / 2 NAD+ /NAD oxydée + / 2 ADP /adénosine diphosphate + / 2 HPO42−/hydrogénophosphate                                                       | {\displaystyle {\rm {\longrightarrow }}} | 2 C3H3O3−/pyruvate + / 2 NADH /NAD réduite + / 2 H+ /proton + / 2 H2O /eau + / 2 ATP /adénosine triphosphate                                      |
| 2                                                                        | décarboxylation du pyruvate                                              | matrice mitochondriale                                                   | 2 C3H3O3−/pyruvate + / 2 CoA-SH /coenzyme A + / 2 NAD+ /NAD oxydée + / 2 H2O /eau                                                                               | {\displaystyle {\rm {\longrightarrow }}} | 2 Acétyl-S-CoA /acétyl-coenzyme A + / 2 HCO3− /bicarbonate + / 2 NADH /NAD réduite + / 2 H+ /proton                                               |
| 3                                                                        | cycle de Krebs                                                           | matrice mitochondriale                                                   | 2 Acétyl-S-CoA /acétyl-coenzyme A + / 6 NAD+ /NAD oxydée + / 8 H2O /eau + / 2 CoQ10/ubiquinone + / 2 GDP /guanosine diphosphate + / 2 HPO42−/hydrogénophosphate | {\displaystyle {\rm {\longrightarrow }}} | 2 CoA-SH /coenzyme A + / 6 NADH /NAD réduite + / 8 H+ /proton + / 4 HCO3− /bicarbonate + / 2 CoQ10H2 /ubiquinol + / 2 GTP /guanosine triphosphate |
| 4                                                                        | phosphorylation oxydative                                                | crête mitochondriale                                                     | 10 NADH /NAD réduite + / 2 CoQ10H2 /ubiquinol + / 44 H+ /proton + / 6 O2 /dioxygène + / 34 ADP /adénosine diphosphate + / 34 HPO42−/hydrogénophosphate          | {\displaystyle {\rm {\longrightarrow }}} | 10 NAD+ /NAD oxydée + / 2 CoQ10/ubiquinone + / 46 H2O /eau + / 34 ATP /adénosine triphosphate                                                     |
| Bilan global de la respiration cellulaire aérobie eucaryote glycolytique | Bilan global de la respiration cellulaire aérobie eucaryote glycolytique | Bilan global de la respiration cellulaire aérobie eucaryote glycolytique | C6H12O6/D-glucose + / 6 O2 /dioxygène + / 32 H+ /proton + / 38 ADP ou GDP /nucléoside diphosphate + / 38 HPO42−/hydrogénophosphate                              | {\displaystyle {\rm {\longrightarrow }}} | 6 HCO3− /bicarbonate + / 38 H2O /eau + / 38 ATP ou GTP /nucléoside triphosphate                                                                   |

Les substances, qui inhibent le fonctionnement de certaines enzymes de la chaine respiratoire, par exemple les ions cyanure ou sulfure sur la cytochrome c oxydase, comptent parmi les poisons les plus violents et les plus rapides d'action.

## Transfert des gaz
Chez les organismes unicellulaires ou pluricellulaires de petite taille qui baignent dans le fluide oxygénant (eau ou air), ainsi que chez de nombreux organismes aquatiques (spongiaires, cnidaires, algues), les échanges gazeux peuvent se réaliser directement par diffusion au travers des parois cellulaires.
En revanche, les organismes plus complexes ont été contraints de développer des stratégies évolutives pour amener l'oxygène à chaque cellule et en évacuer le gaz carbonique. Dans tous les cas, comme l'a prouvé en 1914 le médecin danois Marie Krogh chez les humains, l'entrée du dioxygène dans l'organisme se réalise par simple diffusion passive. Les évolutions ont donc conduit à accroître et éventuellement à protéger la surface propice à cette pénétration. À l'intérieur des tissus, la distribution peut alors se poursuivre de manière passive ou active selon les groupes d'espèces.
Les végétaux terrestres sont capables de réguler l'entrée et la sortie des flux ; l'air circule dans le réseau d'espaces intercellulaires jusqu'aux parties les plus internes. Chez les arthropodes, un système de tubulures, les trachées, assure un fonctionnement comparable.
Beaucoup de groupes d'animaux ont mis en place un système circulatoire liquide dans lequel les gaz sont le plus souvent véhiculés par un pigment respiratoire fixant, l'hémoglobine ou l'hémocyanine. Le sang peut se ré-oxygéner au niveau du tégument (chez les annélides et certains amphibiens) mais il existe aussi des organes spécialisés d'échange, alimentés par un courant d'eau ou d'air, généralement entretenu par des mouvements musculaires ou ciliaires. Le flux peut être unidirectionnel ou bidirectionnel.
Certains animaux disposent de plusieurs organes pour les échanges gazeux, qu'ils peuvent utiliser préférentiellement selon les circonstances :
- respiration cutanée et pulmonée des amphibiens adultes ;
- respiration cutanée et branchiale des anguilles ;
- respiration branchiale et intestinale des poissons Callichthyidae, etc.

### Respirations aquatiques

#### Respiration branchiale

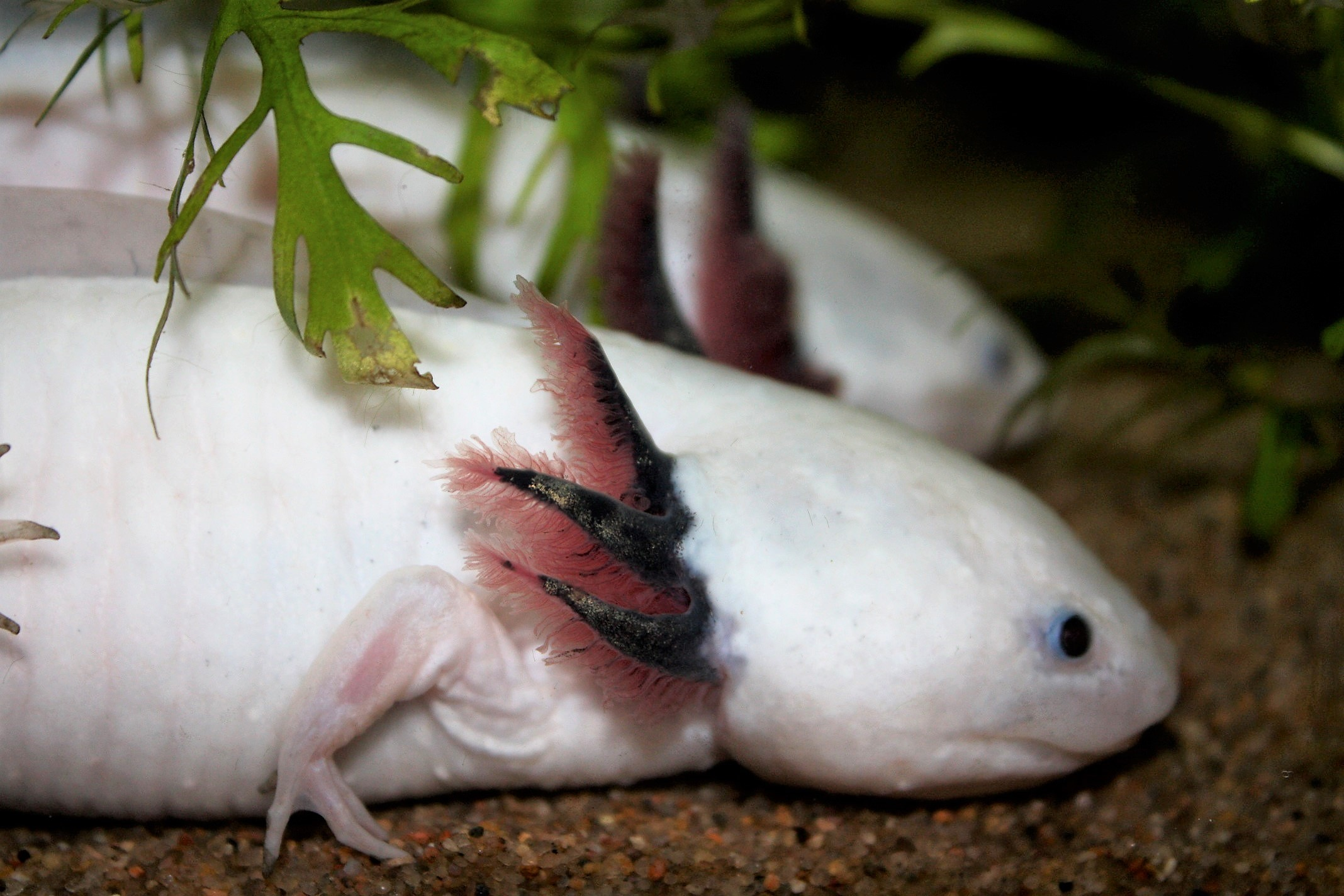
L'axolotl (Ambystoma mexicanum) est un amphibien qui conserve à l'état adulte des caractères larvaires, notamment les branchies.

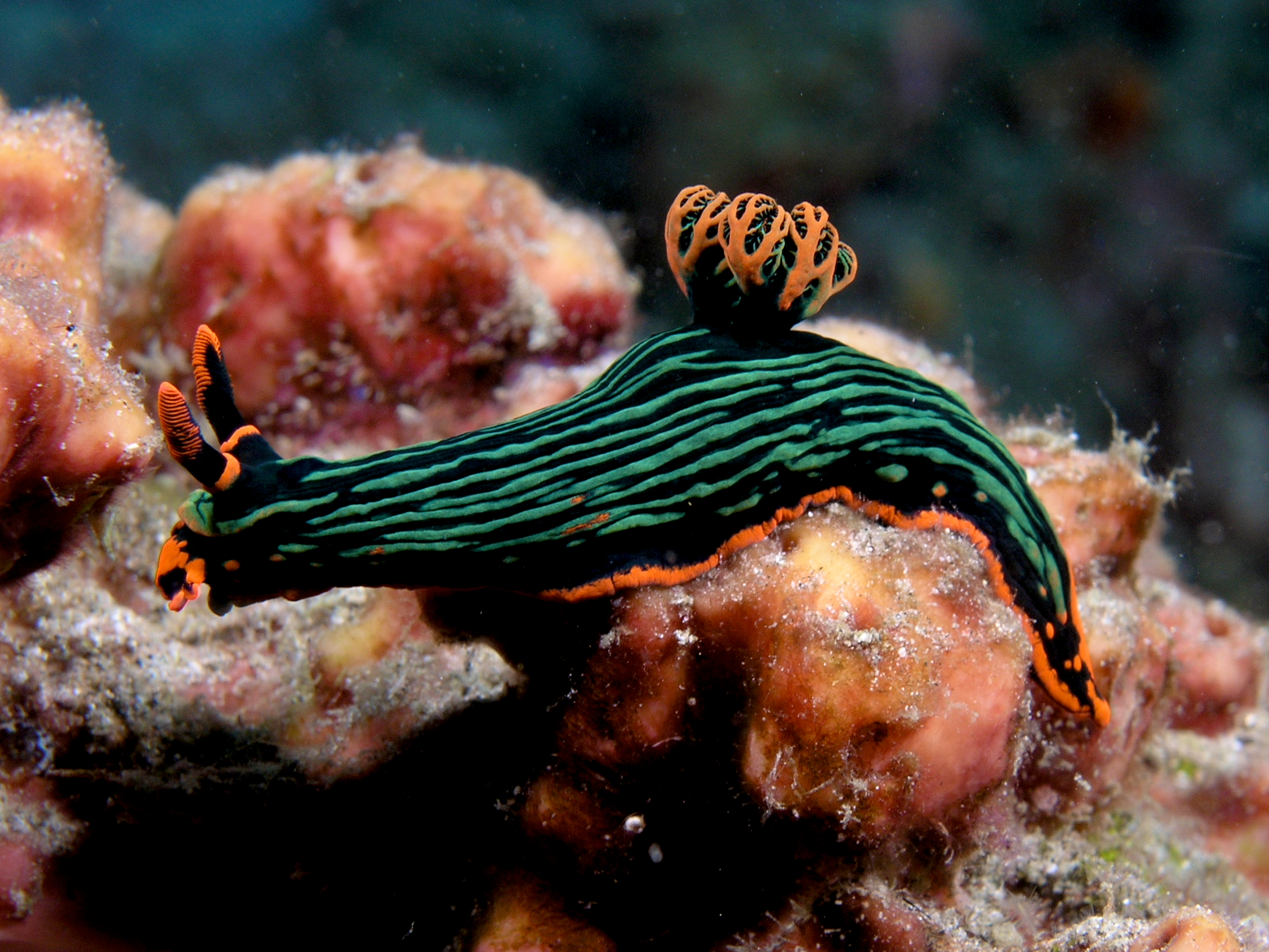
Ce nudibranche (Nembrotha kubaryana) porte un panache de branchies colorées sur le dos.

Les branchies sont des organes évaginés des animaux aquatiques, finement subdivisés et richement vascularisés, ce qui augmente la surface de contact avec le milieu et facilite les échanges avec le sang ou l'hémolymphe qui irrigue les tissus de l'animal.
Chez les mollusques, les crustacés, les brachiopodes, les annélides, etc., les branchies, lorsque ces animaux invertébrés en possèdent, sont des extensions tégumentaires. Elles réalisent l'amplification d'une respiration de type cutané. Le même type d'origine ectodermique se rencontre dans quelques cas particuliers de vertébrés, à certains stades de croissance des têtards et chez certains adultes comme les axolotls.
Les branchies de larves aquatiques d'insectes, les trachéobranchies, sont également des formations tégumentaires mais elle communiquent avec un réseau interne de trachées où circulent des gaz et non un liquide.

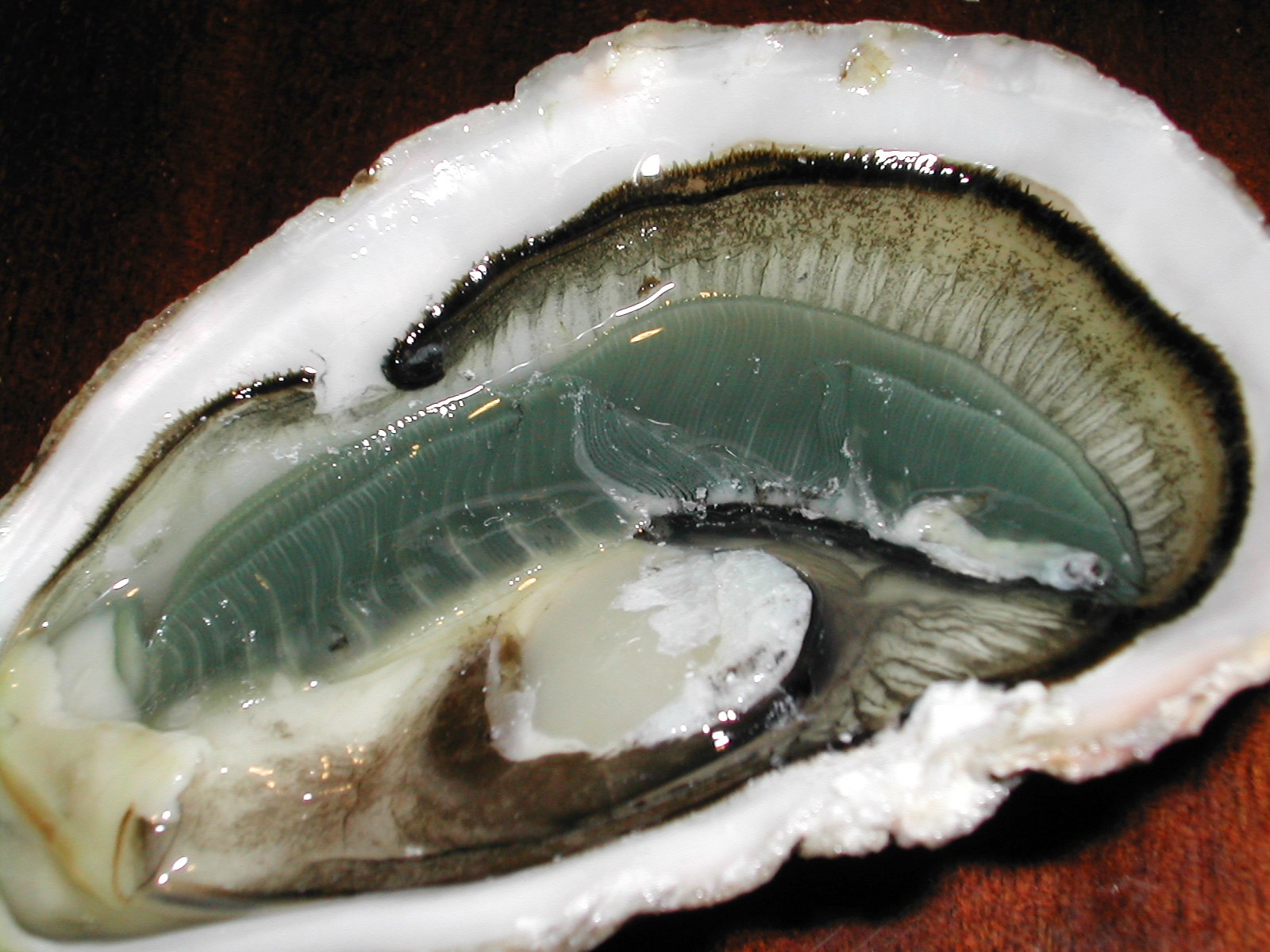
Huître (Magallana gigas) ouverte avec les branchies bien visibles, en bleu gris.

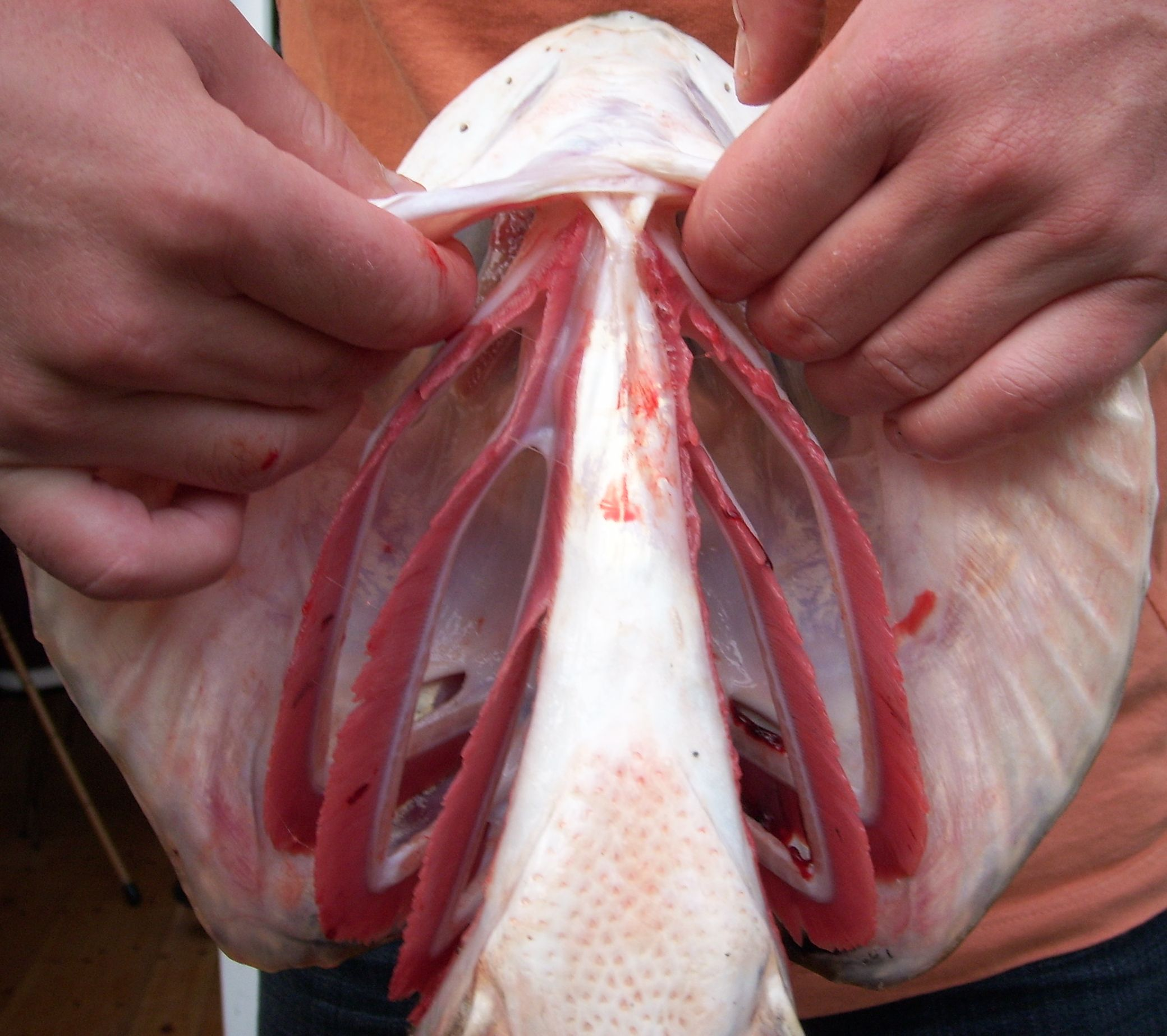
Les branchies de ce brochet (Esox lucius), portées par les arcs branchiaux, sont disposées pour capter l'oxygène du flux d'eau qui entre par la bouche et sort derrière les opercules.

Les branchies des vertébrés, notamment des poissons, sont en revanche d'origine interne, dérivées du feuillet endodermique de l'embryon. Elles sont formées par des arcs branchiaux sur lesquels s'insèrent des rangées de filaments, les lames branchiales.
Certains organismes se satisfont d'une immersion passive de leurs branchies. L'oxygénation et l'agitation naturelles du milieu leur suffisent pour établir un échange gazeux satisfaisant. De nombreux nudibranches portent ainsi une garniture dorsale de branchies qui sert surtout à augmenter la surface de contact avec l'eau.
Beaucoup d'animaux aquatiques mettent cependant en œuvre des mécanismes d'entretien d'un courant qui permet de renouveler plus efficacement l'apport oxygéné et de mieux évacuer le rejet carbonique. Ces mécanismes, équivalents dans leur fonction à la ventilation aérienne, interviennent sur la circulation d'un fluide liquide externe, clairement différente de la circulation interne dans le système sanguin.
Les mollusques Bivalves (également dénommés Lamellibranches) créent, par des mouvements ondulatoires des cils qui garnissent leurs branchies et par un contrôle de l'ouverture des siphons d'entrée et de sortie, une circulation à l'intérieur de la coquille qui leur sert également à piéger les particules alimentaires et à guider celles-ci vers l'orifice buccal.
Les Céphalopodes, comme la pieuvre, réalisent un courant grâce à des contractions musculaires qui aspirent l'eau par les fentes de la cavité palléale où sont logées les branchies avant de la refouler par leur unique siphon central (ou hyponome) qui leur sert également d'organe de propulsion à réaction.
Chez les poissons, l'ouverture et la fermeture alternées de la bouche et des opercules, créent un courant d'avant en arrière.
En raison de la viscosité de l'eau et pour un meilleur rendement énergétique, le flux dans la respiration aquatique est presque toujours unidirectionnel. Les exceptions sont rares, à l'exemple de la lamproie adulte dont les sacs branchiaux à une seule ouverture sont irrigués en va-et-vient.

#### Stratégies singulières

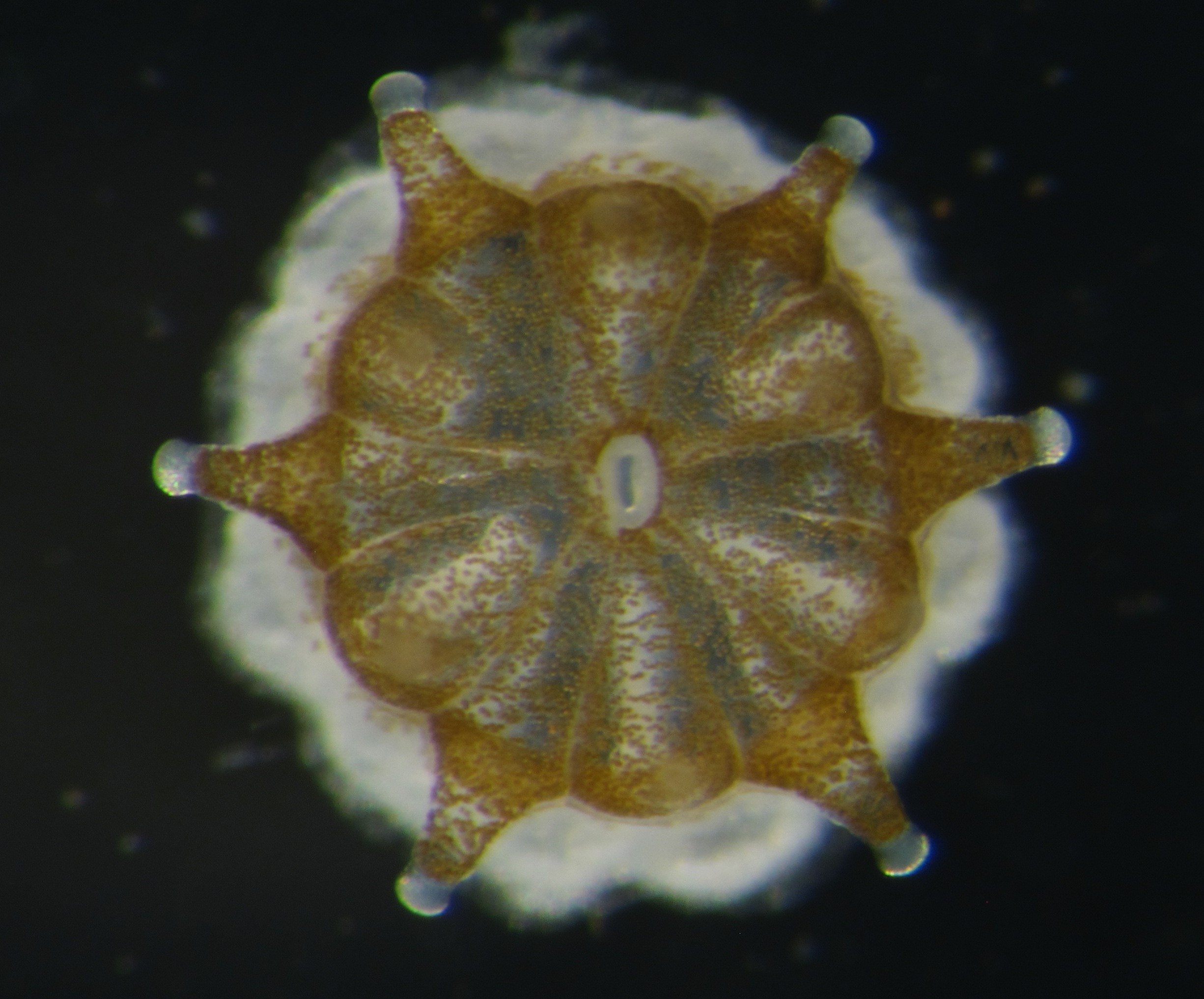
Vue par-dessus d'un jeune polype colonisateur du corail Leptastrea purpurea. Les zooxanthelles sont déjà bien visibles dans les tissus (lentilles brun-verdâtre).

Les coraux bâtisseurs de récifs ont ceci de particulier que leurs polypes hébergent en symbiose des algues unicellulaires du groupe des Dinoflagellés (les zooxanthelles du genre Symbiodinium). Cette association profite au corail qui respire pour partie grâce au dioxygène produit par l'activité photosynthétique de l'algue et qui se nourrit, aussi pour partie, avec des substances organiques que l'algue a synthétisées. Cela permet surtout au dioxyde de carbone rejeté par la respiration du polype d'être absorbé par l'algue et cela évite qu'il s'accumule en libérant de l'acide carbonique qui dissoudrait le squelette calcaire de la colonie.
Les « poissons des glaces », représentants de la famille des Channichthyidae, sont les seuls vertébrés dont le sang est dépourvu d'hémoglobine. Pour certains d'entre eux, les muscles ne contiennent pas non plus de myoglobine. Cette particularité semble une adaptation au froid, dans des eaux froides en général bien oxygénées. Cette absence de pigments respiratoires est compensée par une amplification de la respiration cutanée et du fonctionnement cardiaque.
Les « poissons-chats » de la famille des Callichthyidae et les « loches » de la famille des Cobitidae, qui vivent dans des eaux boueuses souvent pauvres en oxygène, peuvent passer d'une respiration aquatique à une respiration aérienne lorsque les conditions se dégradent. Pour maintenir leur approvisionnement en oxygène, ils avalent l'air par la bouche. La paroi d'une partie de leur intestin s'est transformée pour permettre les échanges gazeux, comme le ferait un poumon. L'exhalation s'effectue alors par l'anus. Chez quelques « poissons-chats » de familles voisines, c'est l'estomac qui est ainsi en partie transformé.

### Respiration végétale

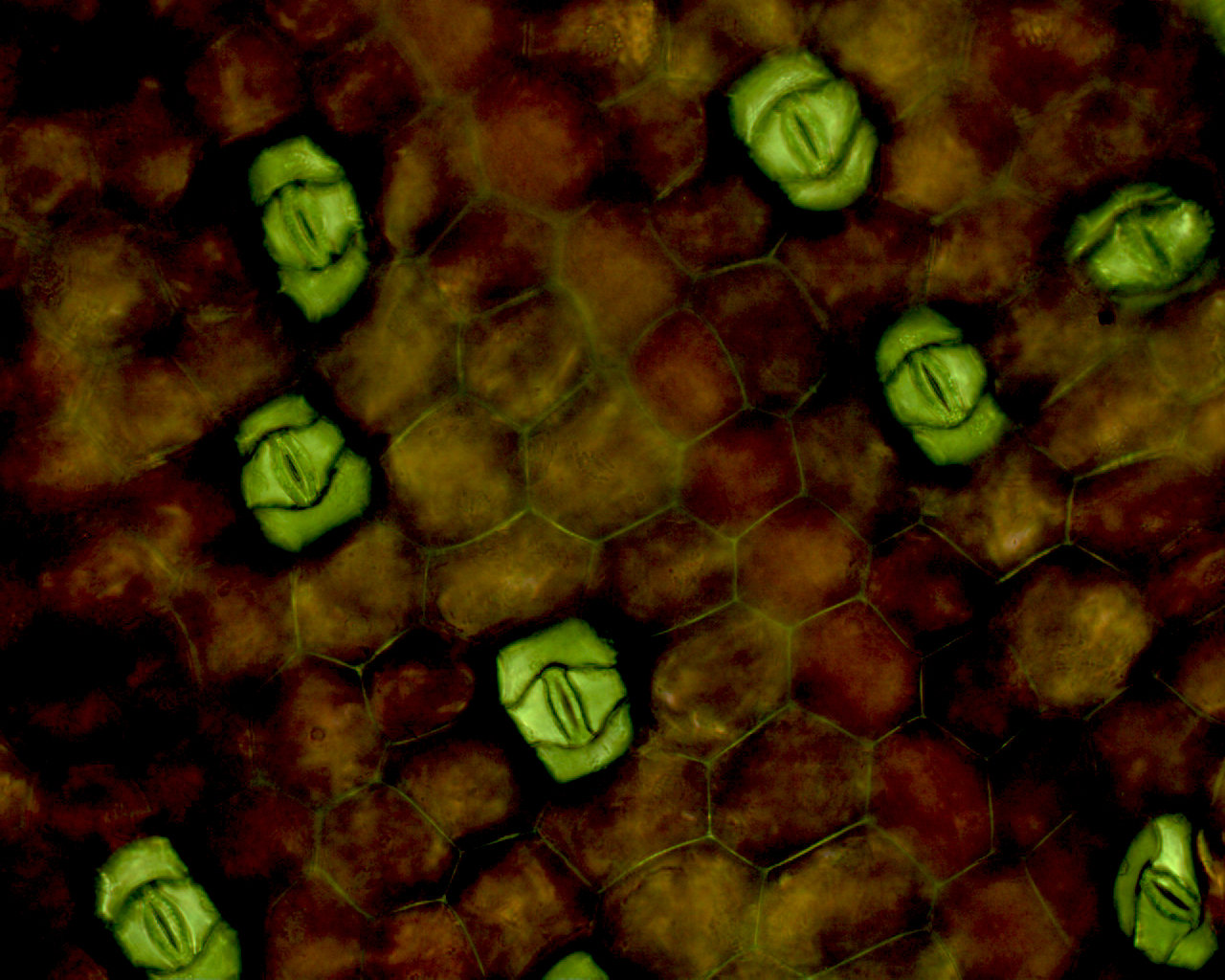
Les stomates de cette misère (Tradescantia zebrina) permettent le passage des gaz impliqués dans la respiration, la photosynthèse et la transpiration, entre l'air extérieur et les tissus internes de la plante.

Chez les végétaux immergés, qu'il s'agisse d'algues ou de plantes aquatiques, la circulation du dioxygène et du dioxyde de carbone s'opère par simple diffusion entre le milieu extérieur et l'organisme, ainsi qu'à l'intérieur de l'organisme. Il en est de même chez les végétaux terrestres non vasculaires que sont les mousses dont les représentants sont souvent de petite taille et physiologiquement actifs en conditions humides.
Chez la plupart des plantes terrestres, qui doivent se prémunir contre la dessiccation, une cuticule ou une écorce imperméable protège en général leur surface. Le passage des gaz s'effectue surtout par des petites ouvertures dans les surfaces foliaires : les stomates. À l'intérieur de la plante, l'air se répand dans les espaces intercellulaires et les lacunes parenchymateuses. Il pénètre dans l'intimité des tissus, y compris dans le bois des arbres, jusqu'aux cellules vivantes des rayons ligneux de l'aubier, et dans les racines.
Les plantes ne disposent pas d'un moteur circulatoire comme le cœur des animaux mais elles peuvent contrôler l'entrée et la sortie des gaz en ouvrant ou fermant leurs stomates. Elles limitent ainsi les échanges quand la déshydratation menace.

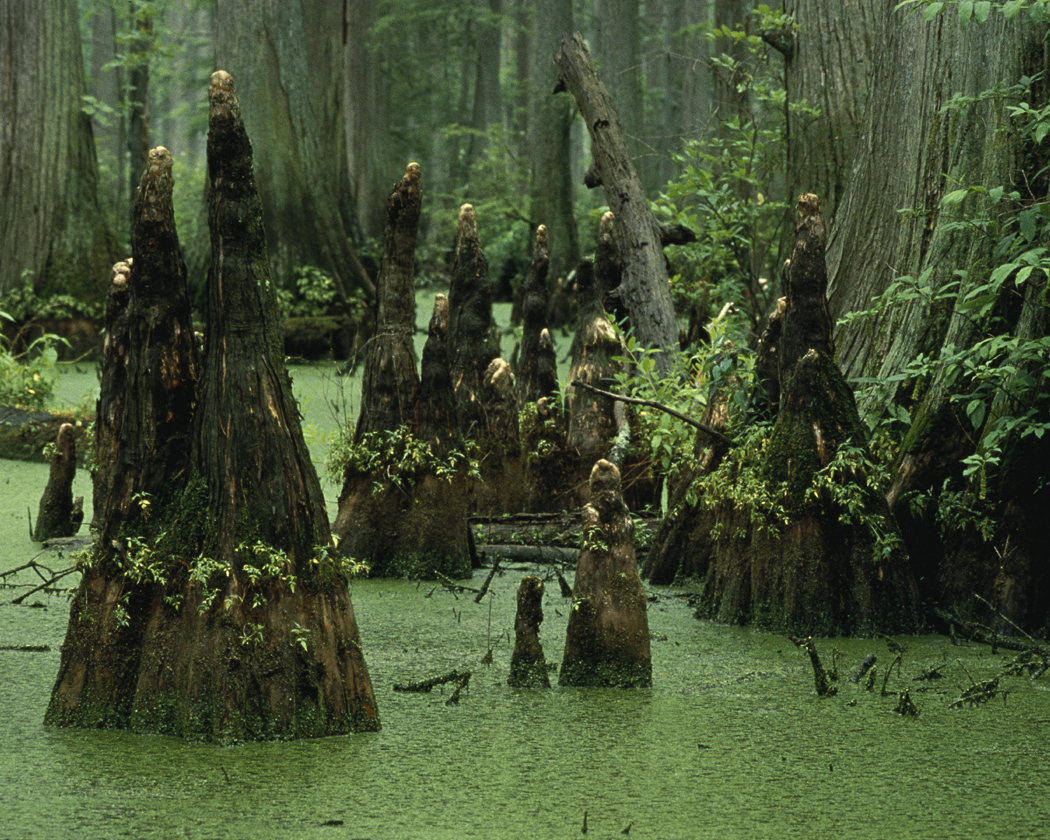
Les pneumatophores des cyprès chauves, dans les marais du sud des États-Unis, assurent la fourniture en dioxygène du système racinaire immergé.

Les lenticelles constituent une autre voie de passage ; ce sont des canaux liégeux qui s'ouvrent à la surface des tiges en dessinant de petites aréoles. Les pneumatophores sont aussi des dispositifs de prise d'air développés par des arbres qui vivent dans des sols asphyxiants de marais ou de mangroves, comme les cyprès chauves ou certains palétuviers.
La respiration cellulaire ordinaire des végétaux est identique à celle des autres organismes aérobies. Elle se déroule en continu. Pendant le jour, le bilan global est masqué par celui inverse de la photosynthèse : le végétal produit plus d'oxygène qu'il en consomme. La nuit, le rejet d'oxygène cesse et une émission de gaz carbonique peut être mise en évidence.
Parallèlement, de nombreux végétaux réalisent, à la lumière uniquement, un autre type de respiration : la photorespiration. Ils utilisent la double compétence de la Rubisco, l'enzyme-clé impliquée dans la photosynthèse. La photorespiration concerne surtout les végétaux qui fixent le carbone en C3.

### Respirations aériennes
Dans l'air, notamment quand l'ouverture respiratoire est unique, le flux est souvent bidirectionnel, comme chez les mammifères ou les tortues. L'anatomie spécifique des oiseaux et des crocodiliens, ainsi qu'un fonctionnement particulier chez les lézards assure en revanche à ces animaux une circulation unidirectionnelle à l'intérieur des poumons, plus intéressante du point de vue de l'efficacité énergétique.
Certains insectes, comme la blatte de Madagascar, bénéficient aussi d'un flux unidirectionnel grâce à des entrées et des sorties distinctes.

#### Respiration trachéenne
Les trachées sont des invaginations du tégument des insectes et forment des conduits tubulaires qui amènent directement l'air à chaque cellule. Ces trachées sont souvent maintenues par des anneaux de cténidies.

#### Respiration pulmonée

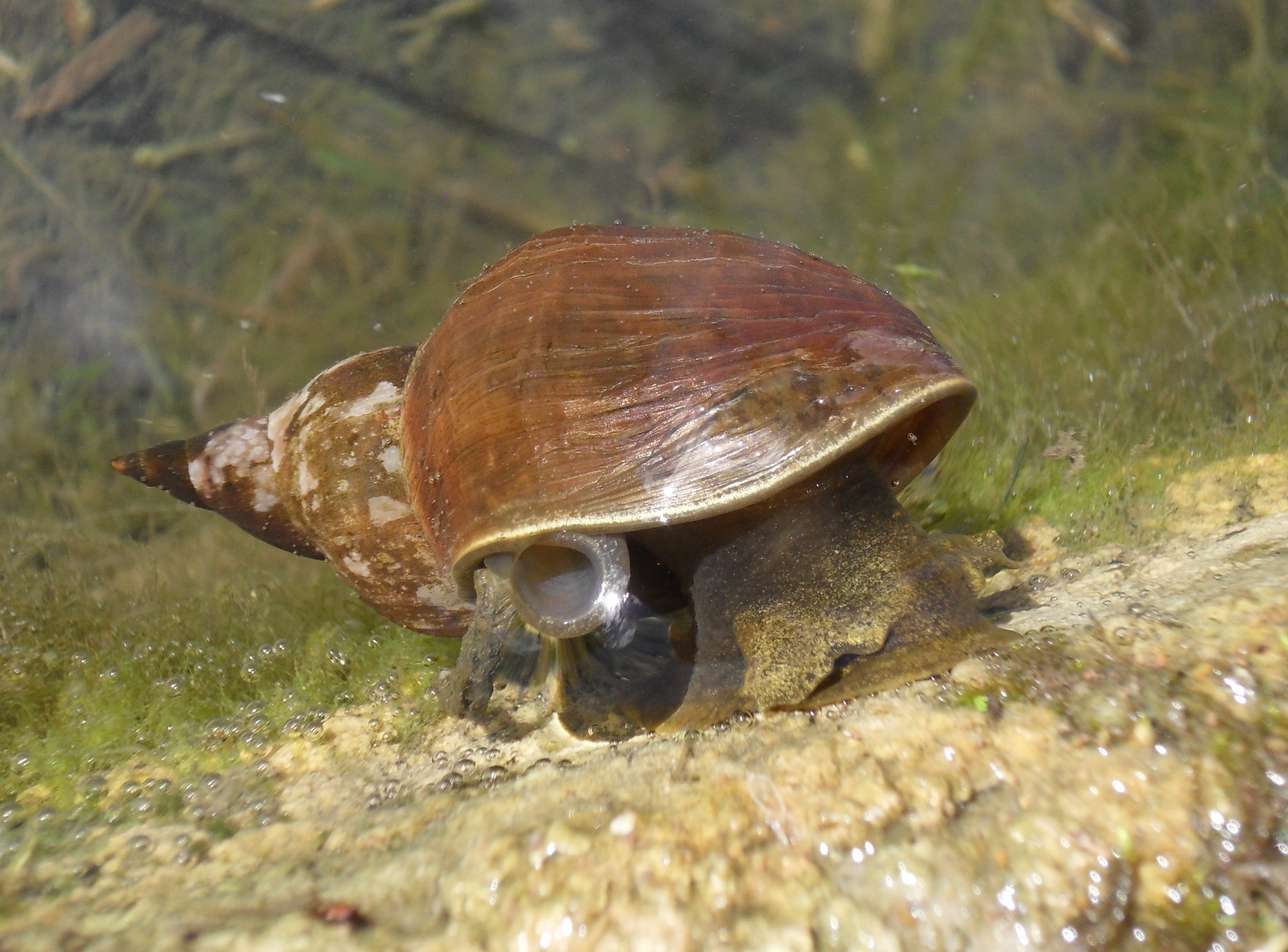
La grande limnée doit venir régulièrement respirer à la surface de l'eau par l'orifice qui communique avec son poumon.

Les poumons sont des surfaces d'échanges invaginées d'organismes vivant en milieu aérien :
- tétrapodes (dont certains amphibiens adultes comme la grenouille) ;
- Gastéropodes pulmonés (escargot) ;
- Crustacés pulmonés (Gecarcinidae).

Les Arachnides comme les araignées combinent, pour la majorité d'entre elles, les deux systèmes respiratoires, trachéen et pulmonaire. Des poumons en feuillets, analogues aux branchies feuilletées des limules, permettent de transférer le dioxygène au pigment respiratoire, une hémocyanine qui contient deux atomes de cuivre et teinte l'hémolymphe d'une légère couleur bleue.

##### Chez les humains
Chez l'humain, la ventilation pulmonaire, ou respiration, est le renouvellement de l'air contenu dans les poumons par l'action des muscles respiratoires dont le principal est le diaphragme.
Elle contribue aussi à la régulation thermique : quand il fait froid l'air inhalé est réchauffé dans la cavité nasale. L'air exhalé par la bouche ou le nez ressort à une température variant autour de 34 °C.
La respiration est la plupart du temps inconsciente, régulée par le système nerveux autonome qui assure une synthèse entre l'action du système sympathique (réduction de l'amplitude et accélération du rythme respiratoire) et l'action du système parasympathique (augmentation de l'amplitude et ralentissement du rythme respiratoire). Chacun peut exercer, jusqu'à certaines limites, un contrôle conscient du rythme et de l'amplitude de sa respiration.
Chez un adulte, le cœur pompe au repos environ 4,5 l de sang par minute, ce qui représente une consommation d'oxygène d'environ 1,5 g d'oxygène et nécessite de ventiler 6 à 8 litres d'air.

### Respirations fœtales

#### Chez les ovipares
Le développement de l'embryon nécessite qu'il puisse respirer dans l'œuf. L'enveloppe ou la coquille est ainsi perméable au dioxygène entrant et au dioxyde de carbone sortant.
Chez les oiseaux, un réseau capillaire sanguin capte et transporte les gaz. Quelques jours avant l'éclosion, l'oisillon commence à respirer avec ses poumons grâce une poche d'air qui s'est constituée à l'intérieur de l'œuf.

## Santé

### Pathologies
Les maladies ou les évènements préjudiciables qui peuvent affecter la respiration sont nombreux. La médecine définit les maladies respiratoires comme celles qui endommagent ou perturbent le fonctionnement des organes de la ventilation (l'appareil respiratoire au sens anatomique). La pneumologie traite ainsi de tous les troubles qui concernent les poumons, la plèvre, les bronches ou la trachée.
Le processus respiratoire peut également être altéré à un niveau plus intime, même si par rétroaction cela entraîne aussi souvent des symptômes ventilatoires. Les maladies du sang qui touchent les hématies (anémies et polycythémies) ou l'hémoglobine (hémoglobinopathies) modifient les capacités respiratoires. Certains dysfonctionnements cellulaires et les maladies mitochondriales ont généralement des conséquences très invalidantes.

#### Syndromes spécifiques des problèmes respiratoires

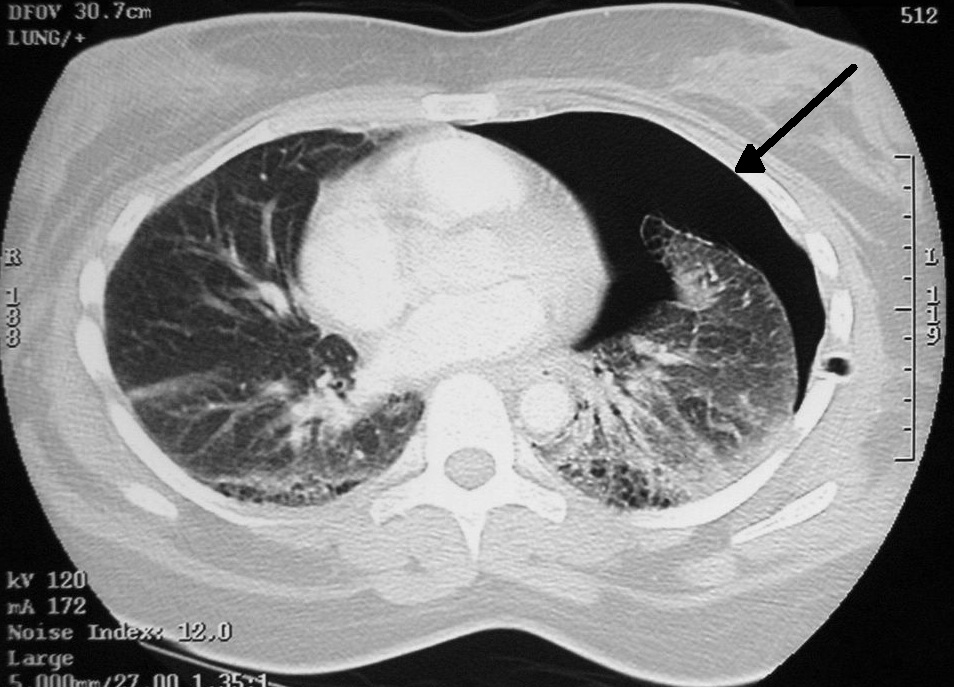
Coupe tomographique axiale d'un pneumothorax gauche (à droite de l'image). L'atélectasie laisse dans la cavité thoracique un espace vide (en noir, indiqué par la flèche). Pendant qu'il est décollé, le poumon n'est plus fonctionnel.

Les dyspnées sont des gênes à l'inspiration ou à l'expiration, aux causes multiples. Les dyspnées aigües peuvent être l'expression d'une détresse respiratoire.
Les polypnées sont des augmentations de la fréquence respiratoire, elles signalent généralement une insuffisance respiratoire dont les crises peuvent également conduire à un état de détresse. La respiration paradoxale traduit alors un épuisement du diaphragme.
Les apnées sont des arrêts respiratoires, le plus souvent causés par une obstruction intermittente des voies respiratoires (syndrome obstructif d'apnées du sommeil).
Les troubles multiples de la ventilation peuvent révéler une cause génétique, comme c'est le cas avec le syndrome d'Ondine.
Les œdèmes du poumon résultent d'une accumulation de liquide dans les alvéoles ou les espaces interstitiels. Ils peuvent être d'origine cardiaque (œdème aigu pulmonaire cardiogénique), lésionnelle (œdème pulmonaire lésionnel) ou causés par l'altitude (œdème pulmonaire de haute altitude).
Les pneumonies sont des inflammations infectieuses des poumons, avec accumulation de pus ou de sécrétions. Elles sont causées par des bactéries (Streptococcus pneumoniae, Haemophilus influenzae, Legionella pneumophila, Mycoplasma pneumoniae, etc.) ou par des virus (de la grippe A, de la rougeole, de la Covid-19, etc.).
Une atélectasie désigne la rétraction d'alvéoles pulmonaires, voire l'effondrement d'un lobe ou du poumon entier. Dans le premier cas, c'est le blocage d'une bronche qui produit l'affaissement de la partie privée d'air. Dans le second cas, c'est l'entrée d'air dans la cavité pleurale qui provoque un pneumothorax : le poumon se décolle de la cage thoracique.
Les bronchospasmes sont des contractions brusques des muscles bronchiaux. Ils sont le plus souvent la manifestation d'un asthme ou d'une réaction à une substance allergène ou irritante.
Les anémies sont le fait d'un déficit en hémoglobine. Elle diminuent la capacité de transport du dioxygène dans le sang. Une pâleur anormale de la peau en est fréquemment un signe clinique visible. Outre les conséquences respiratoires, les anémies dégradent le fonctionnement cardiovasculaire. Elles peuvent être liées à une carence nutritionnelle en fer ou à un dysfonctionnement de la production des hématies ou de la fabrication de l'hémoglobine (comme dans la thalassémie).
Les acidoses respiratoires sont un type d'acidose d'origine respiratoire. Une concentration anormale de dioxyde de carbone dans le sang abaisse le pH au-dessous de 7,38 (ou le maintient de manière chronique juste au-dessus de cette valeur).

#### Accidents
L'asphyxie est un arrêt de l'oxygénation de l'organisme qui conduit en quelques minutes à l'inconscience puis à la mort. Elle peut être la conséquence accidentelle ou criminelle d'une suffocation par obstruction, par strangulation ou par compression. Elle peut également résulter d'un confinement dans un espace clos restreint, d'une exposition à des gaz toxiques ou à une atmosphère appauvrie en oxygène, d'une noyade, etc.
Certaines types d'accidents respiratoires sont spécifiques de la plongée subaquatique, comme les accidents de décompression, les barotraumatismes ou le syndrome nerveux des hautes pressions.

#### Intoxications

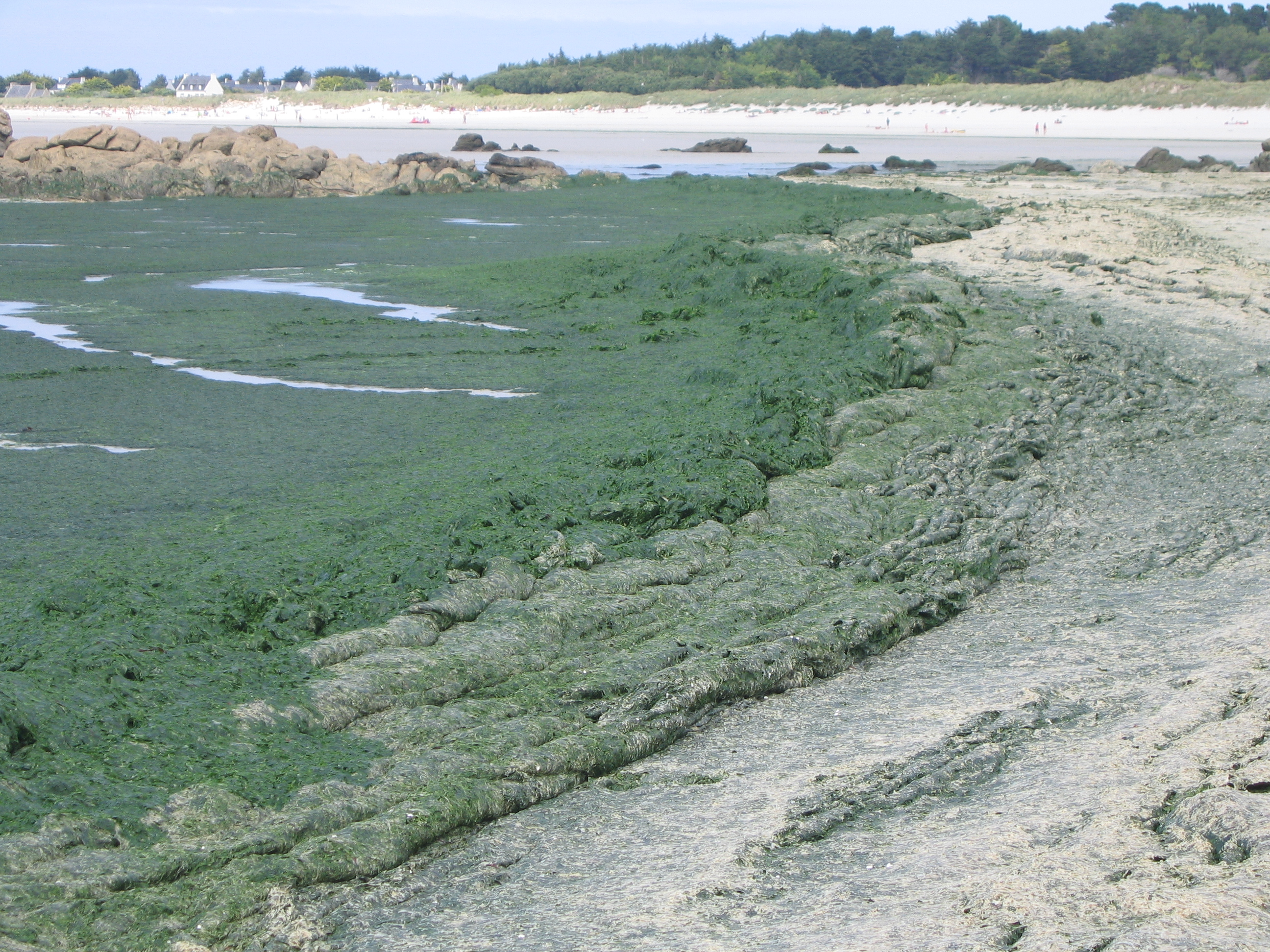
La prolifération puis l'accumulation d'ulves (Ulva armoricana) poussées par la marée peut engendrer une fermentation anaérobie avec dégagement de sulfure d'hydrogène à des concentrations parfois mortelles.

L'inhalation d'un mélange gazeux qui n'est pas celui ordinairement présent dans l'atmosphère ou qui n'est pas aux conditions de pression habituelles conduit l'organisme soit à s'adapter avec une certaine marge de tolérance, soit à défaillir, le cas échéant jusqu'à la mort. Dans tous les cas, l'absence ou l'insuffisance grave d'oxygène conduit rapidement à une asphyxie fatale, même si le gaz respiré est normalement en soi inoffensif. On peut ainsi décéder d'inhaler de l'hélium pur bien que celui-ci soit inerte et sans effet physiologique direct.
L'excès de dioxyde de carbone dans l'air inspiré est une cause exogène d'hypercapnie. Les effets néfastes se font ressentir de manière mesurable à partir d'une concentration d'environ 3 % de l'air inspiré (le taux atmosphérique au début du XXIe siècle est de l'ordre de 0,04 %). Au delà de 7 %, la survie est rapidement mise en jeu.
L'intoxication au monoxyde de carbone, issu en général d'une combustion incomplète de produits carbonés, se traduit entre autres par une augmentation importante du taux de carboxyhémoglobine dans le sang. L'hémoglobine, ainsi bloquée dans cette association avec le monoxyde de carbone, n'est plus en mesure de transporter l'oxygène ou le dioxyde de carbone. Les effets peuvent apparaître à partir d'une concentration dans l'air de quelques dizaines de parties par million. L'Organisation mondiale de la santé considère qu'une exposition de 8 heures à moins de 9 ppm est inoffensive même pour des personnes fragiles et les législations belge et française fixent à 20 ppm le plafond tolérable en atmosphère de travail (8 heures par jour / 40 heures par semaine). À 100 ppm, le danger est avéré même si l'exposition est brève. Au delà de 800 ppm (0,08 %), le pronostic vital peut être engagé plus ou moins rapidement.
Le sulfure d'hydrogène est un gaz qui agit comme poison à plusieurs niveaux métaboliques. Il altère notamment le processus respiratoire en s'alliant au fer dans les cytochromes de la chaîne respiratoire et en bloquant le fonctionnement de celle-ci. La toxicité apparaît vers 12 ppm et le caractère potentiellement morbide au-delà de 100 ppm. Alors que l'odeur désagréable est perçue à de très faibles concentrations, les concentrations supérieures à 100 ppm neutralisent le nerf olfactif et ne sont plus perceptibles. À partir de 1 000 ppm (0,1 %), le diaphragme se bloque dès la première inspiration. Ce type d'intoxication était redouté des ouvriers vidangeurs en intervention dans des fosses d'aisance où des fermentations anaérobies libèrent du sulfure d'hydrogène. Des accidents mortels sont aussi survenus à cause de la décomposition de tas d'algues échouées.
Des intoxications gazeuses peuvent également survenir en plongée quand les conditions de pression ne sont pas naturelles pour l'organisme. L'oxygène ou l'azote deviennent toxiques au delà de certains seuils de pression partielle.

### Bien-être
La respiration consciente a des influences bénéfiques sur le mental.

## Représentations et connaissances

### Étymologie
La racine latine spīrō (« je souffle ») a donné les variations respīrō (« je reprends souffle ») et respiratio pour la respiration elle-même.
Le mot grec ancien πνεῦμα [pneûma], qui désigne aussi le souffle, a lui donné la pneumologie et indirectement, via le latin pulmo, le poumon.
Quant au mot sanscrit आत्मन् [ātman] (le principe de vie, le vrai Soi, le souffle vital), il a imprégné les langues indo-européennes pour donner par exemple en néerlandais adem (l'haleine) et ademhaling (la respiration), en allemand Atmen et Atmung pour les mêmes significations.

### Représentations anciennes et traditionnelles
Pour les Grecs anciens, ensuite les Romains, d'un point de vue philosophique et même théologique, le souffle (le « pneuma » puis le « spiritus ») symbolise la vie.
Empédocle, comme ensuite Platon, pense que l'air sert à refroidir le feu intérieur dont le cœur est le siège, qu'il est absorbé et relâché alternativement par le nez et la bouche et par les pores de la peau. Aristote, par l'observation des animaux, réfutera la part cutanée du cycle, ne retenant que l'inspiration et l'expiration pulmonaires.
Pourtant ce sont les humeurs, à savoir les masses liquides de l'organisme, qui tiennent la place centrale dans les représentations intriquées du corps et de l'esprit et servent à expliquer leurs dysfonctionnements ; la respiration présente un intérêt secondaire. La théorie des humeurs influence et imprègne la médecine européenne jusqu'à la fin du XVIIIe siècle.

### Découvertes scientifiques

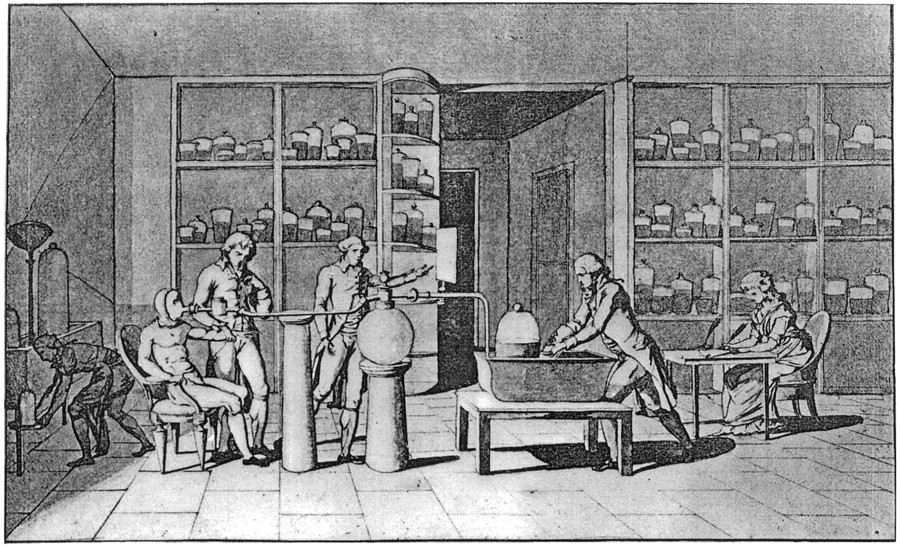
Antoine Lavoisier, assisté de Marie-Anne Paulze, son épouse, expérimente sur Armand Seguin la respiration humaine à l'aide d'un spiromètre.

En 1779, s'appuyant sur les travaux préalables mais incomplets de Joseph Priestley, Jan Ingenhousz découvre, en même temps que la photosynthèse, la respiration des plantes.
À la même époque, grâce à des expériences sur les animaux (avec un moineau domestique en 1777, un cochon d'Inde en 1780) puis sur l'homme, Antoine Lavoisier, avec le concours de Marie-Anne Paulze et d'Armand Seguin, met en évidence que la respiration consomme la « portion d'air éminemment respirable » (le dioxygène) et opère une formation de « gaz acide carbonique » (le dioxyde de carbone) et d'eau. Ces travaux expérimentaux sont confirmés de manière empirique par des médecins confrontés à des populations d'individus vivants nombreux dans des lieux mal ventilés, comme Thomas Trotter (en) étudiant les esclaves enfermés dans les cales des négriers.
En 1937, Hans Adolf Krebs précise le rôle de l'adénosine triphosphate (ATP) dans le métabolisme respiratoire.
En 1961 Peter Mitchell localise le transfert d'énergie dans les membranes des mitochondries. Tous deux obtiennent un prix Nobel (médecine et chimie).
En 1967, Lynn Margulis publie sa théorie de l'origine endosymbiotique des organites et du rôle-clé des endosymbioses dans l'évolution du vivant. Les mitochondries sont ainsi d'anciennes bactéries qui ont conféré aux eucaryotes de nombreuses propriétés biologiques dont celles de la respiration.

## Implications diverses

### Sport

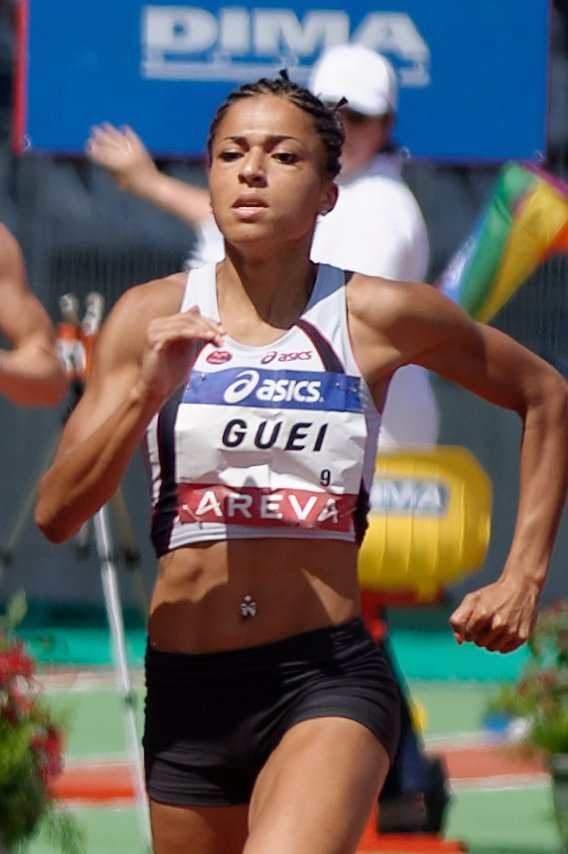
Floria Gueï, championne de France 2013 du 400 mètres, une discipline qui court-circuite la respiration aérobie.

L'intérêt porté au lien entre respiration et performances physiques croît en même temps que la médecine s'introduit dans les milieux sportifs. En 1913, le Dr Bellin du Côteau, à la fois champion et médecin, propose une première classification des disciplines en fonction du type d'effort et de la manière dont la respiration est sollicitée.
Son approche, encore ignorante des mécanismes précis de la respiration cellulaire, n'en demeure pas moins pertinente. À la lumière des connaissances actuelles, la préoccupation respiratoire principale des sportifs se résume essentiellement à procurer aux cellules musculaires une quantité suffisante d'ATP pendant l'effort physique sans que cela nuise au corps dans la durée.
Lorsque l'effort est intense et bref (en général moins de dix secondes), le muscle fonctionne en anaérobiose de manière alactique par consommation de la phosphocréatine. Au delà de cette phase initiale, l'anaérobiose devient lactique et conduit à une fabrication d'ATP par fermentation à partir du glucose ou du glycogène avec production de lactate, ce qui provoque une acidose, facilement réversible pour des efforts de durée moyenne mais dommageable à l'organisme si elle se prolonge au-delà de quelques minutes.
Il devient dès lors indispensable d'assurer un approvisionnement suffisant et régulier des mitochondries en dioxygène. Cela implique dans l'immédiat un accroissement de la ventilation et une adaptation du rythme cardiaque. L'entraînement permet par ailleurs de préparer durablement l'organisme en induisant des modifications physiologiques, en particulier au niveau musculaire.
Certaines préparations visent également à augmenter la capacité de transport de l'oxygène dans le sang par une habituation à l'hypoxie (par un séjour en altitude ou en chambre à atmosphère modifiée) qui stimule une fabrication supplémentaire d'hématies et d'hémoglobine. Le dopage à l'érythropoïétine (l'EPO) produit le même effet.
Le sport n'ayant pas seulement vocation à la performance et à la compétition, la simple motivation d'entretenir sa forme physique, incidemment psychique, amène à développer des pratiques favorables au bon fonctionnement de l'organisme, notamment celles qui visent à synchroniser le mouvement, la respiration et le rythme cardiaque, comme la marche afghane, réputée améliorer l'endurance.

#### Arts martiaux
Alors que le rôle de la respiration dans l'activité motrice ne commence à intéresser les Occidentaux qu'à partir du XIXe siècle, les arts martiaux extrême-orientaux, qu'il s'agisse du wǔshù chinois ou des techniques de combat japonaises, ont, depuis les origines, considéré la respiration comme une clé majeure de leurs disciplines.

### Déplacements hors atmosphère
En cherchant à se déplacer dans des environnements inhabituels pour eux, les humains ont été amenés à appareiller leur respiration, à défaut de pouvoir adapter leur organisme.

#### Plongée

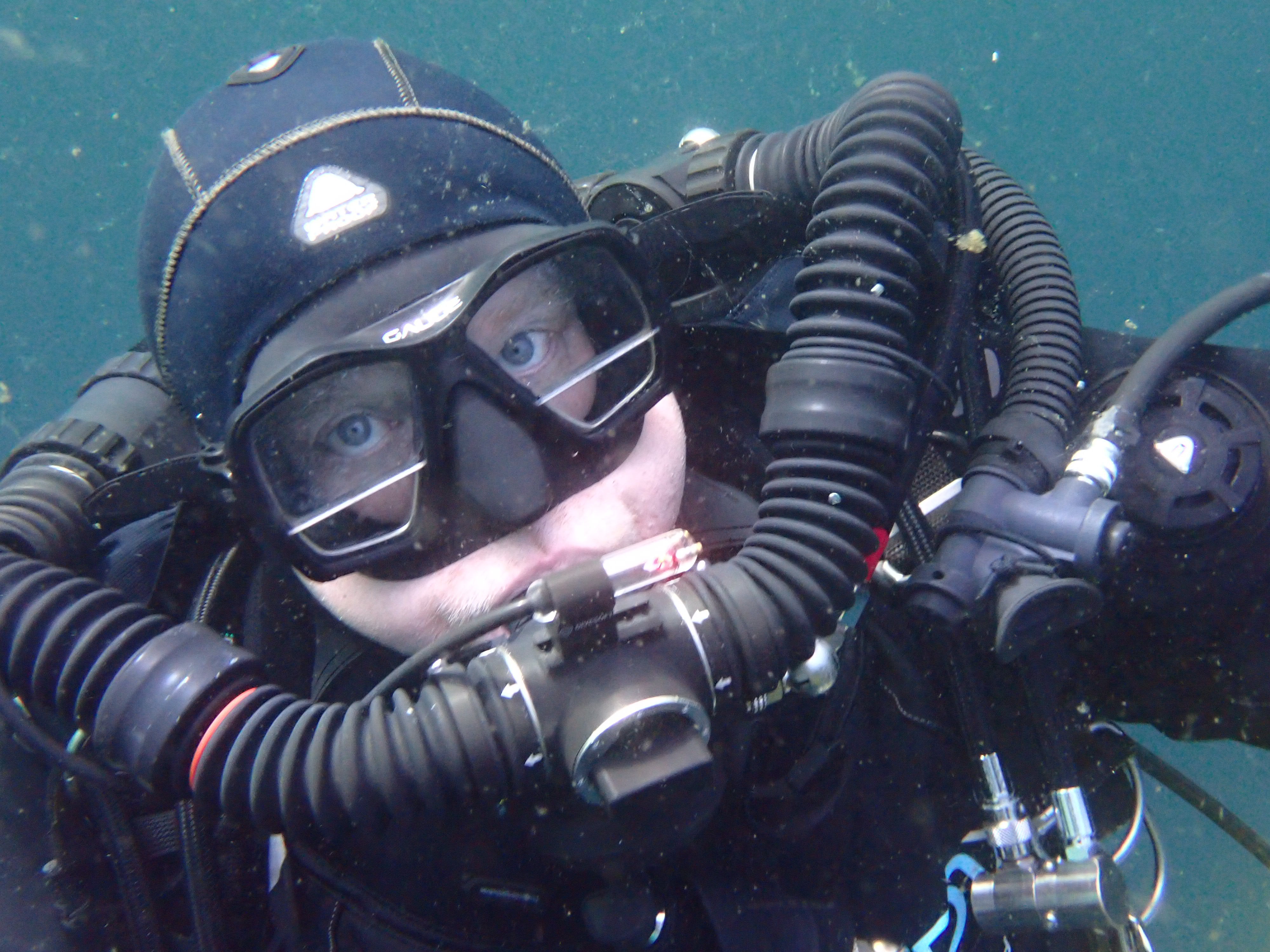
Le plongeur subaquatique respire uniquement par la bouche, ici avec un recycleur JJ-CCR, à circuit fermé et à gestion électronique, qui permet d'économiser l'oxygène et évite l'émission de bulles.

Pour évoluer sous l'eau, les animaux qui respirent habituellement dans l'air n'ont pas d'autre solution que de suspendre la ventilation pendant la plongée.
Les humains sont capables d'apnées de quelques minutes au plus. Ils n'ont pas les mêmes capacités que les éléphants de mer ou les cétacés qui peuvent stocker dans la myoglobine des muscles beaucoup d'oxygène et effectuer de longues plongées de plusieurs dizaines de minutes, voire de quelques heures.
La plongée en apnée est principalement pratiquée pour l'exploration ou la pêche sous-marines. Elle constitue aussi une discipline de compétition. Dès l'immersion, le corps réagit par un ralentisement du rythme cardiaque et une vasoconstriction périphérique. La rétention respiratoire et l'augmentation de pression ont des effets physiologiques que les apnéistes apprennent à contrôler progressivement pour éviter des accidents graves de noyade après perte de connaissance ou d'œdème aigu du poumon.
Bien que la respiration liquidienne fasse toujours l'objet de recherches, elle vise surtout des applications médicales et nécessite l'emploi de fluides halogénés spéciaux. Pour rester sous l'eau au delà des capacités de la simple apnée, l'assistance d'appareils respiratoires devient donc indispensable.
Les premières plongées assistées utilisent des cloches de plongée puis des scaphandres à casque. Dans les deux cas, les dispositifs sont reliés à la surface par un tuyau qui pourvoit les plongeurs en air.
Pour pouvoir se déplacer librement, il faut adopter la stratégie du dytique qui emporte une réserve d'air sous ses élytres. La plongée autonome devient possible avec des bouteilles d'air comprimé. Un détendeur délivre l'air à chaque inspiration de la bouche, à la pression ambiante. Grâce au système de clapets, l'air expiré, également par la bouche, est en général évacué à l'extérieur et forme une colonne de bulles.
Avec cette technique, la pression partielle des gaz dissous dans le sang augmente cependant à des taux auxquels le corps n'est pas accoutumé et qui peuvent être à l'origine d'accidents comme des embolies gazeuses (des bulles se forment dans le sang) ou des intoxications gazeuses (si l'on respire de l'air comprimé, la narcose à l'azote peut débuter à partir d'une profondeur de 30 mètres, l'intoxication par l'oxygène vers 57 mètres).
L'embolie est évitable par une remontée progressive et le respect si nécessaire de paliers de décompression.
La pression partielle des gaz peut être ramenée en dessous des seuils de toxicité en remplaçant l'air par d'autres combinaisons. Les mélanges respiratoires suroxygénés de type Nitrox servent à améliorer le confort et la sécurité des plongées jusqu'à 40 mètres ; le remplacement du diazote par de l'hélium, voire par du dihydrogène permet d'évoluer à de plus grandes profondeurs.
Dans les sous-marins, grâce à la résistance de la coque, l'air intérieur est maintenu au niveau de la pression atmosphérique courante. Lorsque les équipages doivent vivre en immersion pendant d'assez longues durées, comme dans les submersibles militaires, l'oxygène est fabriqué par électrolyse de l'eau prélevée dans la mer.

#### Exploration spatiale

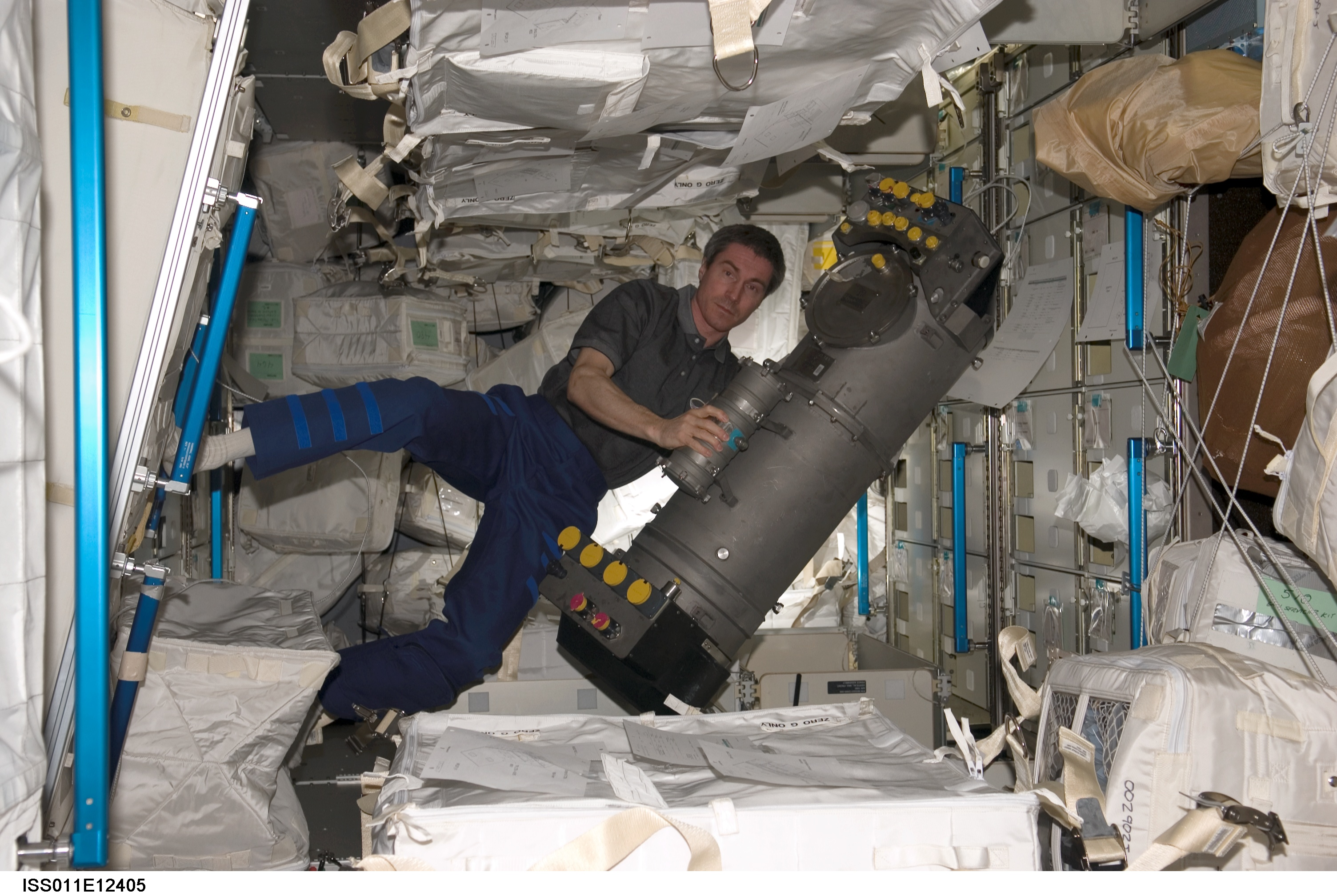
Le cosmonaute Sergueï Krikaliov déplace l'ancien système générateur d'oxygène Elektron dans la Station spatiale internationale en 2005 lors de la 11e expédition.

Les missions spatiales habitées de courte durée disposent de réservoirs d'oxygène liquide qui servent autant à alimenter en comburant certains moteurs qu'à respirer. Les missions Apollo utilisaient ainsi dans l'habitacle de l'oxygène pur à pression réduite de 5 livres par pouce carré (0,34 atm). Le dioxyde de carbone rejeté par la respiration était capté par des cartouches d'hydroxyde de lithium.
La vie en station spatiale, compte tenu de la durée des séjours, exige en revanche de fabriquer sur place l'oxygène nécessaire à la respiration des spationautes et de le régénérer par recyclage. En l'absence de végétaux qui sur Terre assurent cette régénération grâce à l'énergie solaire, c'est un système électrochimique fonctionnant également à l'énergie solaire délivrée par les panneaux photovoltaïques extérieurs qui assure cette fonction. Dans la station spatiale internationale, le dioxyde de carbone et l'eau sont récupérés. Un électrolyseur permet de séparer l'eau en oxygène et hydrogène. Ce dernier et le dioxyde de carbone alimentent un réacteur de Sabatier qui fixe le carbone dans une molécule de méthane, lequel est finalement rejeté dans l'espace. Le dispositif nécessite néanmoins que des missions cargos réapprovisionnent régulièrement la station en eau.

### Musique et chant

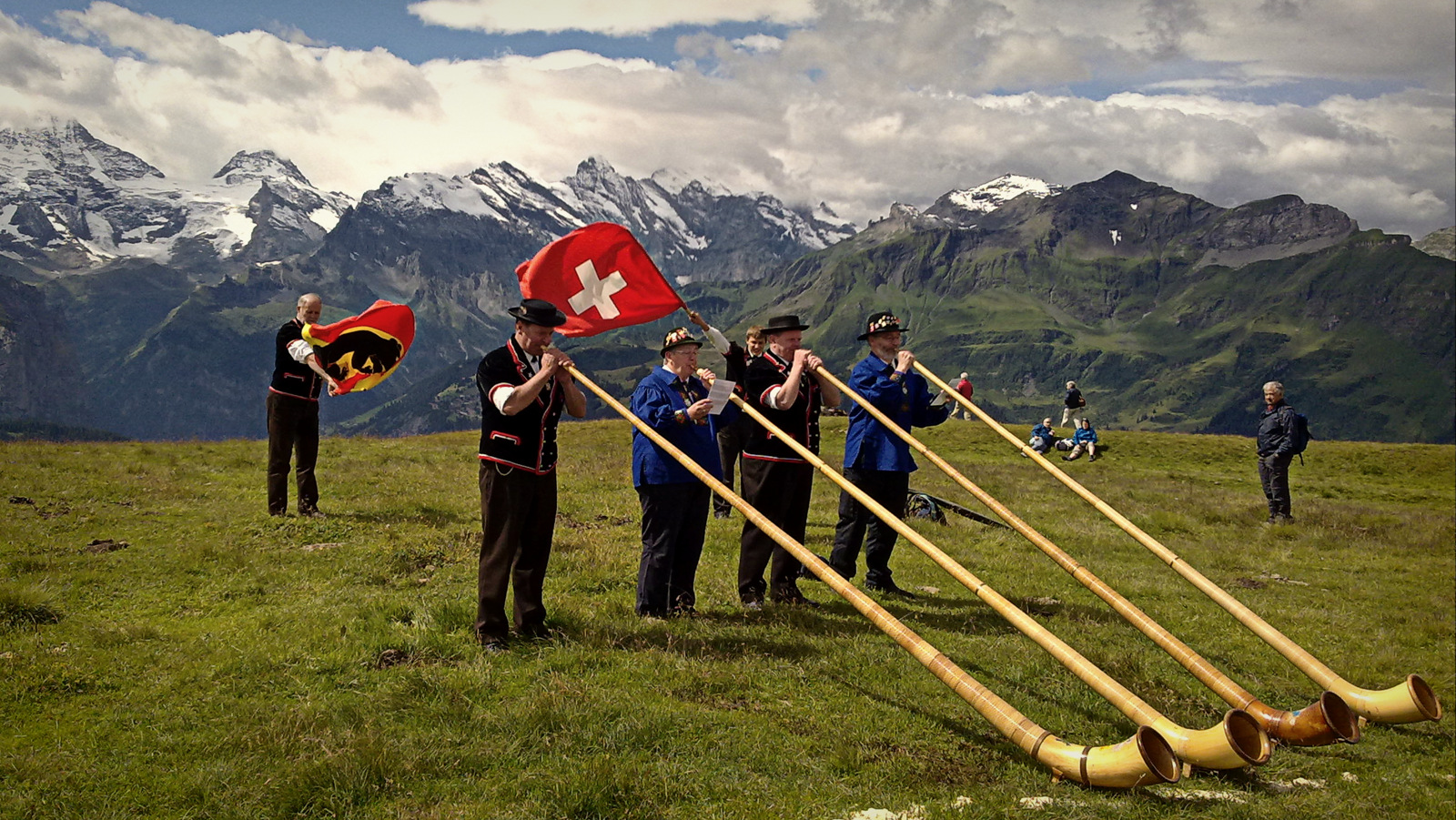
Joueurs suisses de cor des Alpes, un « cuivre en bois » dont le son est activé par le souffle humain.

La voix, le sifflement, les bois et les cuivres sont les moyens de produire de la musique qui mettent l'air directement en vibration à partir du souffle respiratoire. La source vibratoire est constituée par :
- les cordes vocales pour le chant ;
- le biseau d'embouchure pour les instruments de la famille des flûtes ;
- l'anche pour ceux comme le hautbois ou la clarinette ;
- les lèvres pour le sifflement et pour les instruments comme la trompette.

Le privilège du chant n'est pas réservé aux humains puisque de nombreux animaux en sont capables, principalement les oiseaux grâce à leur syrinx.
La respiration est essentielle pour maîtriser l'art du chant ou la technique des instruments à vent, aussi bien pour l'émission du son que pour la modulation du phrasé musical.
L'utilisation du souffle à l'expiration pour produire les sons impose de ménager des pauses inspiratoires pendant l'exécution musicale. Celles-ci doivent s'intégrer à la ligne mélodique sans la dénaturer. Elles peuvent être indiquées sur les partitions par un signe placé entre deux notes au-dessus de la portée, la « virgule de respiration », qui prend l'aspect d'une virgule ou d'une apostrophe ou d'un V cursif (ν), souvent annoté pour l'apprentissage, rarement reproduit sur les partitions éditées. Le temps d'inspiration se prend au détriment de la fin de la dernière note, jamais en empiétant sur le début d'une note. Les notes liées doivent quant à elles toujours être exécutées d'un même souffle.
La puissance du chant ou du jeu, la capacité à tenir les notes, sans essoufflement et sans sollicitation excessive des cordes vocales pour les chanteurs, reposent sur l'usage privilégié de la respiration abdominale et le bon exercice du diaphragme comme muscle moteur principal.

### Spiritualité
L'évidence (du moins pour les humains et autres vertébrés terrestres) du besoin vital de respirer et l'intuition d'un rapport avec l'énergie trouvent un écho dans la plupart des religions. Au sein ou en marge de celles-ci, divers courants mystiques accordent à la respiration un intérêt majeur et ritualisé.
Dans l'Égypte antique, Amon symbolise le souffle vital, comme rapporté par les papyrus des hymnes laudatifs à son nom : « Forme unique, produisant toutes choses, le Un qui est seul, produisant toutes choses (…) Qui donne le souffle à ce qui est dans l'œuf ».
La Genèse formule l'acte de Dieu créateur dans des termes comparables : « Yahweh Dieu forma l'homme de la poussière du sol, et il souffla dans ses narines un souffle de vie, et l'homme devint un être vivant » mais en destinant spécialement à l'homme l'intention divine, c'est aussi l'esprit de Dieu qui est transmis par le souffle, rendant indissociables les dimensions mentale et physique. Pourtant, la référence à la respiration apparaît peu dans les liturgies ou les pratiques des religions du Livre.
Faisant exception, certaines confréries soufistes considèrent que le contrôle et la rétention du souffle permettent d'accomplir le "voyage spirituel" qui rapproche de la "connaissance inspirée par Dieu". Manifestement influencées par les méthodes des yogis hindouistes, ces pratiques s'en démarquent délibérément car elles ont pour objectif d'invoquer et de réciter répétitivement le nom de Dieu le plus souvent possible.
Dans la tradition taoïste, l'air (ch'i) est considéré comme la substance de tous les corps. L'adepte, en respirant, régénère sa matière, à la recherche d'une transmutation de son corps, d'une alimentation de l'« embryon de l'immortalité » par le ch'i. Le but est de réaliser la respiration de l'embryon afin que celui-ci, après une longue gestation, puisse grandir jusqu'au moment où il pourra se dissocier du corps mortel et rejoindre ainsi les régions paradisiaques.